# Люббе, Герман
Герман Люббе (род. 31 декабря 1926, Аурих) — немецкий философ. Работал штатным профессором философии и политической теории в университете Цюриха, председателем Объединённого философского общества. Получил известность вне профессиональной среды благодаря выступлениям на актуальные политические темы. Люббе относится к философской школе Йоахима Риттера.

## Биография
Герман Люббе родился 31 декабря 1926 года в Аурихе (Нижняя Саксония). Не достигнув 17 лет, в 1943 году он был призван на морскую военную службу, пережил советский плен. В 1947—1951 годах изучал философию, богословие и социологию в Гёттингене, Мюнстере и Фрайбург-Брайсгау. Его учителями были в том числе Йоахим Риттер и Генрих Шольц. После защиты своей докторской диссертации «Vollendung der Ding-an-sich-Problematik im Werke Kants» (Проблематика «вещь в себе» в трудах Канта) Люббе работал ассистентом Герхарда Крюгера во Франкфурте-на-Майне, где посещал семинары Макса Хоркхаймера и Теодора Адорно. Также на той же должности был в университетах Эрлангена и Кёльна. В 1956 году он защитил докторскую диссертацию в Эрлангене о трансцендентной философии и проблеме истории (Die Transzendentalphilosophie und das Problem der Geschichte). Преподавал, сначала в качестве приват-доцента, позднее профессора в университетах Эрлангена, Гамбурга, Кёльна и Мюнстера.
В 1963—1969 годах Люббе получил должность профессора в открытом Рурском университете. С 1966 года параллельно работал статс-секретарём в Министерстве культуры Северной Рейн-Вестфалии. В 1969 году он перешёл на должность государственного секретаря при премьер-министре, также назначен профессором социальной философии в недавно открытый Билефельдский университет, где проработал до 1973 года. В 1970 году он оставил государственную должность и вошёл в число основателей (Ханс Майер, Рихард Лёвенталь) кружка Федерация свободы науки.
В 1971—1991 годах Люббе занимал пост профессора, а после ухода с должности в 1991 году — почётного профессора философии и политической теории в университете Цюриха. С мая 2004 года является старшим научным сотрудником в университете Дуйсбург-Эссен. С 1974 года — член литературного общества PEN-Zentrums Deutschland.
В 1975—1978 годах Люббе председательствовал в Объединённом обществе философии Германии. Он является членом многочисленных научных обществ внутри страны и за её пределами, удостоился многих наград: приз Эрнста-Роберта Куртиуса за эссе (1990), приз Шиллера (1995). В 1996 году награждён Орденом «за заслуги перед Федеративной Республикой Германии», в 2000 году стал почётным доктором Евангелическо-богословского факультета Мюнхенского университета.
Герман Люббе состоит в браке с 1951 года, у него четверо детей. Его дочь Гертруда Люббе-Вольф в 2002—2014 годах занимала пост судьи в федеральном Конституционном суде; дочь Вейма Люббе — профессор практической философии Регенсбургского университета; дочь Анна Люббе — профессор права и досудебных разбирательств в Университете прикладных наук Фульды.
Как стало известно в 2007 году, Люббе с 1944 года был членом НСДАП. Сам философ признаётся, что не помнит, действительно ли ставил свою подпись под соглашением о членстве, или это сделано без его ведома. После войны Люббе временно был членом СДПГ.
Герман Люббе является членом учёного совета «Журнала о политике» (Zeitschrift für Politik.).

## Труды
Работы Люббе посвящены самому широкому спектру тематических вопросов — от политики и морали до истории философии. Ранние труды освещают темы истории понятийной и идей (Политическая философия в Германии, 1963; Секуляризация, 1965).
В своих трудах Люббе обращается к вопросам политической философии и отстаивает либеральную позицию по отношению к просвещению. Он критически относится к любого рода «высоким идеологиям», к числу которых причисляет не только национал-социализм, но и разного рода «интернационал-социалистические» идеологии, технократию. Их все — несмотря на существенные различия — объединяет, по мнению Люббе, отказ от здравого смысла (common sense) и пренебрежение конвенциональной моралью, подмена её особым — причём очень сильным и бескомпромиссным — политическим морализмом.
Также Люббе разбирает вопросы о «Понятии истории и интересе к истории» (1977). Люббе критикует насаждающиеся модели философии истории и пытается реабилитировать историзм. Поскольку история предполагает непредсказуемое развитие с побочными эффектами, то не может сводиться к общим законам или быть прогнозируема. Поэтому её анализ возможен с оглядкой в прошлое.
По мнению Люббе, развитие современной научно-технической цивилизации характеризуется постоянно ускоряющейся динамикой изменений, в ходе которой привычные условия жизни и традиционные ценности оказываются всё более значимыми. Таким образом, наряду с динамическим развитием нашей цивилизации одновременно растёт число музеев, а модернизация градостроительного жизненного пространства дополняется заботой об охране исторических памятников.
Вмешательства Люббе в текущие политические дебаты в ФРГ неоднократно приводили к разногласиям, в частности, его полемике со студенческим движением и непарламентской оппозиции в 1960—1970-х годах.

### Список работ
- 1963 — Politische Philosophie in Deutschland: Studien zu ihrer Geschichte.
- 1967 — Der Streit um Worte: Sprache und Politik.
- 1965 — Säkularisierung: Geschichte eines ideenpolitischen Begriffs.
- 1971 — Theorie und Entscheidung: Studien zum Primat der praktischen Vernunft.
- 1972 — Hochschulreform und Gegenaufklärung: Analysen, Postulate, Polemik zur aktuellen Hochschul- und Wissenschaftspolitik.
- 1972 — Bewusstsein in Geschichten: Studien zur Phänomenologie der Subjektivität: Mach, Husserl, Schapp, Wittgenstein.
- 1975 — Fortschritt als Orientierungsproblem: Aufklärung in der Gegenwart.
- 1976 — Unsere stille Kulturrevolution.
- 1977 — Wissenschaftspolitik: Planung, Politisierung, Relevanz.
- 1977 — Geschichtsbegriff und Geschichtsinteresse: Analytik und Pragmatik der Historie.
- 1978 — Wozu Philosophie? Stellungnahmen eines Arbeitskreises.
- 1978 — Endstation Terror: Rückblick auf lange Märsche.
- 1980 — Philosophie nach der Aufklärung: Von der Notwendigkeit pragmatischer Vernunft.
- 1981 — Zwischen Trend und Tradition: Überfordert uns die Gegenwart?
- 1983 — Zeit-Verhältnisse: Zur Kulturphilosophie des Fortschritts.
- 1986 — Religion nach der Aufklärung.
- 1987 — Politischer Moralismus: Der Triumph der Gesinnung über die Urteilskraft.
- 1987 — Fortschrittsreaktionen: Über konservative und destruktive Modernität.
- 1989 — Die Aufdringlichkeit der Geschichte: Herausforderungen der Moderne vom Historismus bis zum Nationalsozialismus.
- 1991 — Freiheit statt Emanzipationszwang: Die liberalen Traditionen und das Ende der marxistischen Illusionen.
- 1992 — Im Zug der Zeit: Verkürzter Aufenthalt in der Gegenwart[4].
- 1994 — Abschied vom Superstaat: Vereinigte Staaten von Europa wird es nicht geben.
- 1996 — Zeit-Erfahrungen: Sieben Begriffe zur Beschreibung moderner Zivilisationsdynamik.
- 2000 — Die Zukunft der Vergangenheit: Kommunikationsnetzverdichtung und das Archivwesen.
- 2001 — «Ich entschuldige mich.» Das neue politische Bußritual.
- 2001 — Politik nach der Aufklärung: Philosophische Aufsätze.
- 2001 — Wissenschaft und Religion nach der Aufklärung: Über den kulturellen Bedeutsamkeitsverlust wissenschaftlicher Weltbilder.
- 2001 — Aufklärung anlasshalber: Philosophische Essays zu Politik, Religion und Moral.
- 2002 — Medien- und Gesellschaftswandel.
- 2004 — Modernisierungsgewinner: Religion, Geschichtssinn, direkte Demokratie und Moral.
- 2005 — Die Zivilisationsökumene: Globalisierung kulturell, technisch und politisch.
- 2007 — Vom Parteigenossen zum Bundesbürger: Über beschwiegene und historisierte Vergangenheiten.
- 2010 — Hermann Lübbe im Gespräch.
- 2014 — Zivilisationsdynamik: Ernüchterter Fortschritt politisch und kulturell.